# Fredrik Lestrup

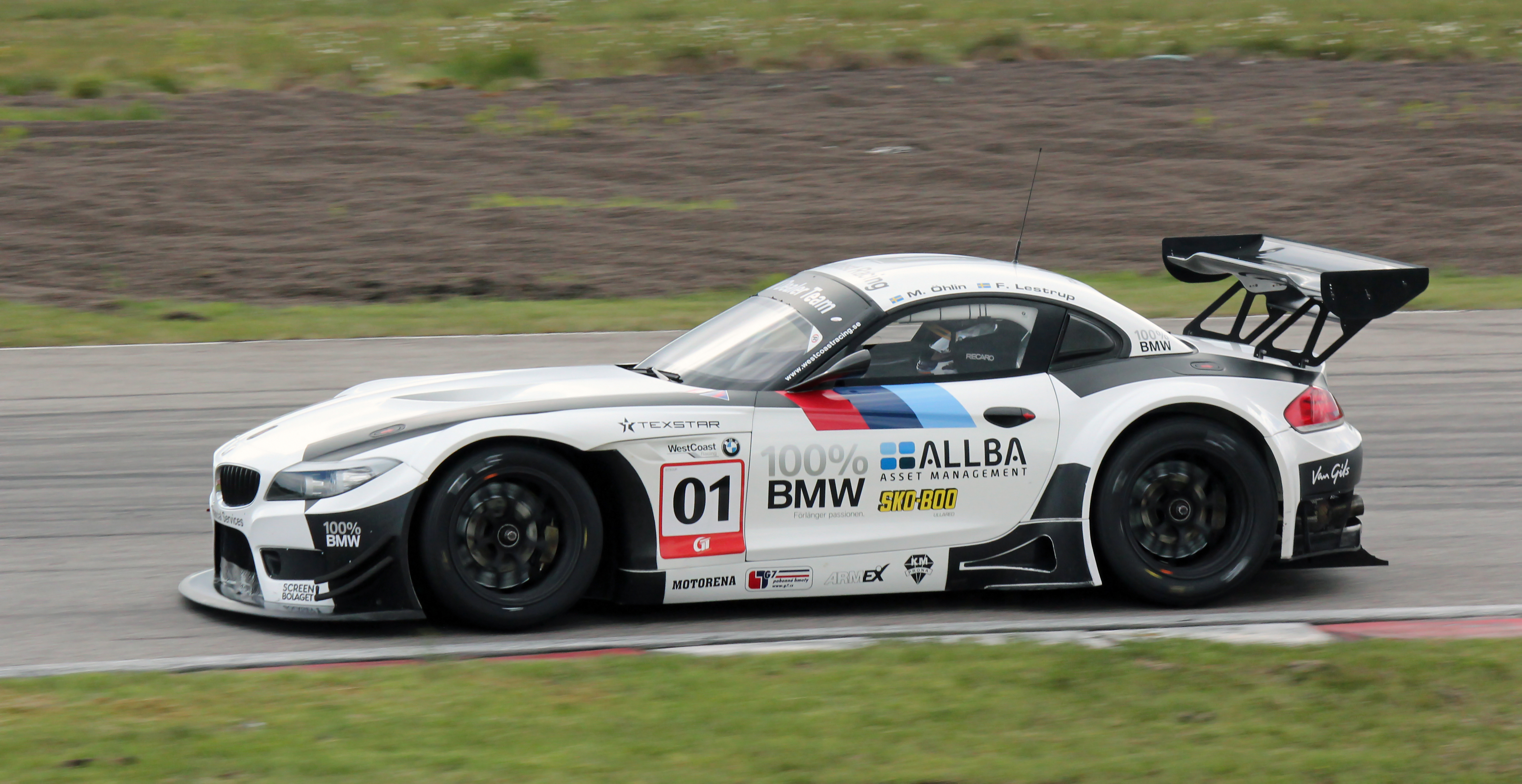
Fredrik Lestrup körandes en BMW Z4 GT3 i Swedish GT Series på Anderstorp Raceway 2012.

Fredrik Lestrup, född 11 juli 1984, är en svensk racerförare. Lestrup har tävlat i bland annat Swedish Touring Car Championship, Mini Challenge Germany, ADAC GT Masters, samt blivit mästare i GTA-klassen i Swedish GT Series 2011.

## Racingkarriär
Lestrup tävlade i Volvo S40 Challenge 2002 och slutade på trettonde plats totalt, för att sedan följa upp med en niondeplats 2003. Under 2004 körde han svenska mästerskapen i kartingklassen Intercontinental A och blev 23:a. Lestrup fick sedan kontrakt med Picko Troberg Racing i Junior Touring Car Championship till säsongen 2005 och körde hem elfteplatsen i mästerskapet med en Mini Cooper S. Han fortsatte i samma mästerskap även 2006, då i en Citroën C2 för Lagerstedts Bil AB. Under året lyckades Lestrup ta både sin första och andra seger i klassen, samt sex ytterligare pallplatser, och slutade fyra totalt.
Efter framgången i JTCC 2006 fick Lestrup och en av de andra yngre förarna, 2006 års JTCC-mästare Roger Eriksson, flytta upp till Swedish Touring Car Championship i var sin BMW 320i med Picko Troberg Racing. Lestrup lyckades ta ett poäng under säsongen, och även krascha in rejält på raksträckan på Falkenbergs Motorbana. Eriksson kom att fortsätta i mästerskapet, medan Lestrup flyttade till Tyskland och Mini Challenge Germany.
Under sin första säsong i Mini Challenge tog Lestrup två pole position, men kunde aldrig förvalta dessa till en seger. Han tog dock en pallplats och lade sig på sjätte plats i mästerskapet. Under sitt andra år tog han tre pallplatser, men inga segrar eller pole position, och upprepade placeringen från 2008, en sjätteplats. 2010, under sin tredje säsong, ökade antal pallplatser till sju, samt tog en pole position, men Lestrup tog ändå sin tredje totala sjätteplats i mästerskapet. Under 2010 körde han även ett race i Swedish GT Series för WestCoast Racing, vilket han vann tillsammans med den tidigare Le Mans 24-timmars-segraren, Stanley Dickens.
År 2011 körde Lestrup sin fjärde säsong i Mini Challenge Germany, varvat med Swedish GT Series för WestCoast Racing. I Mini Challenge lyckades han ta sin första seger i den första racet på Sachsenring och slutade säsongen på tredje plats. I Swedish GT Series vann han samtliga fyra race som han ställde upp i och vann därför mästerskapet.

### Karriärstatistik
| År                                               | Klass/Mästerskap                 | Team                        | Bil                                    | Totalt/poäng   | Bästa placering              |
| ------------------------------------------------ | -------------------------------- | --------------------------- | -------------------------------------- | -------------- | ---------------------------- |
| 2002                                             | Volvo S40 Challenge              | Zero Hero by Fredrik Racing | Volvo S40                              | 13:e/8p        | ?                            |
| 2003                                             | Volvo S40 Challenge              | Zero Hero by Fredrik Racing | Volvo S40                              | 9:a/95p        | ?                            |
| 2005                                             | Junior Touring Car Championship  | Picko Troberg Racing        | Mini Cooper S                          | 11:a/41p       | ?                            |
| 2005                                             | Radical Sweden - National        | ?                           | ?                                      | 33:a/10p       | ?                            |
| 2006                                             | Junior Touring Car Championship  | Lagerstedts Bil AB          | Citroën C2                             | 4:a/81p        | Två segrar                   |
| 2007                                             | Swedish Touring Car Championship | Picko Troberg Racing        | BMW 320i                               | 17:e/1p        | 8:a i Karlskoga              |
| 2008                                             | Mini Challenge Germany           | Schubert Motorsport         | Mini Cooper                            | 6:a/167p       | 3:a på Oschersleben (Race 1) |
| 2009                                             | Mini Challenge Germany           | Schubert Motorsport         | Mini Cooper                            | 6:a/230p       | 2:a på Oschersleben (Race 1) |
| 2010                                             | Mini Challenge Germany           | Caisley International       | Mini Cooper                            | 6:a/248p       | 2:a på Hockenheim (Race 1)   |
| 2010                                             | Swedish GT Series                | WestCoast Racing            | BMW Z4 GT3                             | 12:a/11p       | 1:a på Knutstorp             |
| 2011                                             | Mini Challenge Germany           | Caisley International       | Mini Cooper                            | 3:a/294p       | 1:a på Sachsenring (Race 1)  |
| 2011                                             | Swedish GT Series – GTA          | WestCoast Racing            | BMW Z4 GT3                             | 1:a/25p        | Fyra segrar                  |
| 2011                                             | ADAC GT Masters                  | WestCoast Racing            | BMW Z4 GT3                             | -/0p           | Två sjuttondeplatser         |
| 2011                                             | Nürburgring 24-timmars – SP3T    | MINI Motorsport             | Mini John Cooper Works Coupé Endurance | 13:e           | 13:e                         |
| 2012                                             | ADAC GT Masters                  | WestCoast Racing            | BMW Z4 GT3                             | säsongen pågår | säsongen pågår               |
| 2012                                             | Nürburgring 24-timmars – SP2T    | Besaplast Racing Team 2     | BMW Mini Cooper                        | Bröt           | Bröt                         |
| 2012                                             | Nürburgring 24-timmars – SP4T    | Besaplast Racing Team 1     | Audi TT RS                             | 2:a            | 2:a                          |
| 2012                                             | Swedish GT Series – GT3          | WestCoast Racing            | BMW Z4 GT3                             | säsongen pågår | säsongen pågår               |
| Senast uppdaterad: 2012-06-10 (4586 dagar sedan) |                                  |                             |                                        |                |                              |